# سيمون مور (كاتب)
سيمون مور (بالإنجليزية: Simon Moore)‏ هو كاتب سيناريو بريطاني، ولد في 1958.

## وصلات خارجية
- سيمون مور على موقع IMDb (الإنجليزية)
- سيمون مور على موقع ألو سيني (الفرنسية)
- سيمون مور على موقع ميوزك برينز (الإنجليزية)
- سيمون مور على موقع أول موفي (الإنجليزية)
- سيمون مور على موقع قاعدة بيانات الأفلام السويدية (السويدية)
- سيمون مور على موقع قاعدة بيانات الفيلم (الإنجليزية)
- سيمون مور على موقع كينوبويسك (الروسية)